# Clin
Clin var ett diskmedel som producerades av Clin AB i Gävle med början 1947. Clin var det första syntetiska diskmedlet som utvecklades i Sverige. Det innebar en epokgörande förbättring mot tidigare använda såpa och soda. Fettupplösningsförmågan var helt överlägsen ("gåsprovet") och Clin kunde även användas i kallt och salt vatten. Senare genomförda, internationella marknadsundersökningar visar att Clin var världens första moderna flytande diskmedel för hushållsbruk. Clin var också troligen det första som distribuerades i plastflaskor.
Företaget utvecklade även andra kemtekniska produkter såsom Fönsterclin, Toaclin, Rask och Clinept. I slutet av 1950-talet lanserades myggmedel innehållande repellenter, som än idag räknas som de mest effektiva. Begrepp som myggstift,  myggspray och myggspiral präglades av Clin AB och de är idag allmänna i svenskt språkbruk.
Clin AB var ett familjeföretag startat av Sören Brundin.  År 1966 såldes det till den tyska kemikoncernen Henkel, som inte längre använder varumärket i Sverige.